# Leonard Meredith
Leonard Lewis Meredith, detto Leon (2 febbraio 1882 – Davos, 27 gennaio 1930), è stato un ciclista su strada e pistard britannico.
Ha vinto due medaglie olimpiche nel ciclismo: una medaglia d'oro alle Olimpiadi 1908 tenutesi a Londra nel ciclismo su pista e in particolare nella gara di inseguimento a squadre maschile, e una medaglia d'argento alle Olimpiadi 1912 di Stoccolma nel ciclismo su strada e precisamente nella corsa a squadre.
Ha partecipato anche alle Olimpiadi 1920.
È deceduto a soli 47 anni in Svizzera.